# LDLC OL
LDLC OL (anciennement Team LDLC.com et Team LDLC) était un club de sport électronique français créé le 16 août 2010, détenu par le Groupe LDLC et l'Olympique lyonnais.

## Historique
LDLC OL est créé le 16 août 2010 sous le nom de Team-LDLC.com, après qu'un partenariat eut été signé entre D4 Gaming et le Groupe LDLC. Fin 2011 la section League of Legends est ouverte mais l'équipe de Counter-Strike: Source est dissoute après que le Groupe LDLC ait décidé de mettre fin à son engagement. Ce ne sera que de courte durée car en 2013 la chaîne de magasins se lance dans Counter-Strike: Global Offensive en signant les joueurs de eXtensive!.
Au cours de sa vie, la structure a ouvert plusieurs sections sur FIFA, PUBG, Fortnite, Starcraft II ou encore Overwatch.
Le 7 janvier 2020, l'Olympique lyonnais et la Team LDLC annoncent la signature d'un accord de partenariat entre les deux structures. Ce partenariat se matérialise par le changement immédiat de l’appellation de l’équipe qui devient LDLC OL et par la fusion avec OL eSports.
Le 10 mai 2020, la Team LDLC OL devient championne d'Europe en remportant les European Masters de League of Legends en gagnant la finale sur le score de 3-0 contre l'équipe polonaise de K1CK.
Le 17 mai 2023, il est annoncé la fin du partenariat entre LDLC et l'Olympique lyonnais racheté en 2022 par John Textor, avec un arrêt effectif le 31 juillet 2023.

## Identité

### Logo

2010 à 2012
2012 à 2016
2016 à 2020
2020 à 2023

### Maillot
Depuis 2020, l'équipe utilise les mêmes maillots que l'équipe de football de l'Olympique lyonnais.

## Divisions

### League of Legends
Team LDLC est présente depuis 2011 sur League of Legends.
Le 13 octobre 2017, Bora "Yellowstar" Kim rejoint l'équipe en tant que coach principal.
Le 18 février 2018, la formation LDLC s'impose en finale face à Gentside lors de la première étape de l'Open Tour France se déroulant à la Lyon E-Sport.
Le 31 juillet 2019, Team LDLC remporte pour la deuxième fois d'affilée son titre de champion de France de League of Legends en battant Vitality Bee et se qualifie ainsi pour les European Masters Summer 2019.
Le 14 janvier 2020, Bora "Yellowstar" Kim annonce qu'il jouera dans l’équipe au rôle de Support.
Le 1er mars 2020, LDLC OL gagne pour la troisième fois à la Lyon E-Sport face à MCES. Troisième victoire avec un score final de 3-0 pour LDLC.
En 2021, Paul « sOAZ » Boyer arrive pour une première expérience en tant qu'entraîneur, Jérémy « Eika » Valdenaire fait son retour après un passage chez Immortals (esports) (en) en LCS. L'équipe fini 9e lors du segment de printemps et décide de mettre sur le banc YellOwStaR et Stéphane « Manaty » Dimier arrivé en début d'année. Le second segment se passe mieux et l'équipe termine 5e avant de se faire éliminer au premier tour par Solary de la phase éliminatoire.
Pour la saison 2022, Quentin « Zeph » Vigué prend la place de sOAZ comme entraîneur en provenance de l'équipe académique TPAA. L'équipe termine à la première place de la saison régulière du segment de printemps devant la Karmine Corp. Il remporte dans la foulée les playoffs en battant la KCorp 3-0 puis  Team BDS Academy 3-2 en grande finale. Lors du segment de printemps des Amazon European Masters 2022, LDLC OL reste invaincu dans le tournoi jusqu'à la finale, franco-française, perdu 3-1, contre la Karmine Corp.
Lors du segment d'été, LDLC OL enchaine 13 victoire consécutive battant son propre reccord et termine une nouvelle fois premier de la saison régulière avec un total de 17 victoires pour une défaite face à Team GO. Battu en entrée des playoffs 3-0 par Team BDS Academy, LDLC OL se relève contre Vitality.Bee, 3-2, pour se qualifier en finale. À nouveau confronté à BDS Academy, il l'emporte 3-1 et remporte ainsi les 2 saisons régulières et les 2 playoffs 2022 et Eika est élu MVP du segment d'été. Durant les European Masters, LDLC OL est battu en demi-finale par la Team Heretics qui remportera la compétition. La saison 2022 se termine sur une seconde place en Coupe de France, à la suite, l'équipe et le staff quitte la structure.
Le nouvel effectif est présenté avant le début de la saison 2023, il s'agit d'une équipe franco-suédoise. L'équipe termine de nouveau première de la saison régulière, du segment de printemps, avec un bilan de 12 victoires pour 6 défaites. Théo « Zoelys » Le Scornec, le support français est élu MVP du split printanier ainsi que meilleur rookie. Durant les playoffs, LDLC OL se défait d'Aegis (3-1) puis de Team GO (3-0) pour remporter leur 3e titre LFL consécutif.
LDLC OL ne réalise aucun changement lors de l'intersaison et termine 9e et avant-dernier du segment de printemps. Il s'agit du dernier split avant la fermeture de la structure.
Au total, la structure aura récolté un titre d'European Masters, 5 titres nationaux de LFL, une dreamhack et 3 Lyon e-sport.
| Alias            | Nom                        | Rôle                | Date d'arrivée    | Date de départ    |
| ---------------- | -------------------------- | ------------------- | ----------------- | ----------------- |
| « Kryze »        | Felix Hellström            | Toplaner            | 12 décembre 2022  | 27 juillet 2023   |
| « white »        | Aslan Panglose             | Jungler             | 12 décembre 2022  | 27 juillet 2023   |
| « Backund »      | Jonathan Bäcklund          | Mid                 | 12 décembre 2022  | 27 juillet 2023   |
| « Jeskla »       | Jesper Klarin Strömberg    | AD Carry            | 12 décembre 2022  | 27 juillet 2023   |
| « Zoelys »       | Théo le Scornec            | Support             | 12 décembre 2022  | 27 juillet 2023   |
| « Hansen »       | Bjørn-Vegar Hansen         | Head Coach          | 12 décembre 2022  | 27 juillet 2023   |
| « Hairost »      | Aymeric Sergeant           | Assistant Coach     | 12 décembre 2022  | 27 juillet 2023   |
| « Eternity »     | Irwin Chaumette            | Manager             | 12 décembre 2022  | 27 juillet 2023   |
| « Kiki »         | Kilian Audroin             | Assistant coach     | 4 janvier 2022    | 23 novembre 2022  |
| « Zeph »         | Quentin Viguié             | Head Coach          | 4 janvier 2022    | 23 novembre 2022  |
| « Ragner »       | Onurcan Aslan              | Toplaner            | 4 janvier 2022    | 22 novembre 2022  |
| « Yike »         | Martin Sundelin            | Jungler             | 4 janvier 2022    | 22 novembre 2022  |
| « Lounet »       | Léo Maurice                | Coach puis Manager  | 14 novembre 2016  | 21 novembre 2022  |
| « Eika »         | Jérémy Valdénaire          | Midlaner            | 5 janvier 2021    | 21 novembre 2022  |
| « Exakick »      | Thomas Foucou              | AD Carry            | 8 juillet 2020    | 20 novembre 2022  |
| « Doss »         | Mads Schwartz              | Support             | 4 janvier 2022    | 20 novembre 2022  |
| « Manaty »       | Stéphane Dimier            | Jungler             | 6 janvier 2021    | 3 décembre 2021   |
| « sOAZ »         | Paul Boyer                 | Head Coach          | 8 janvier 2021    | 18 novembre 2021  |
| « Dan Dan »      | Danny Le Comte             | Top                 | 7 janvier 2021    | 17 novembre 2021  |
| « YellOwStaR »   | Bora Kim                   | Coach puis Support  | 13 octobre 2017   | 16 novembre 2021  |
| « Doss »         | Mads Schwartz              | Support             | 26 mai 2021       | 15 septembre 2021 |
| « Don Arts »     | Finn-Lukas Salomon         | Jungler             | 26 mai 2021       | 15 septembre 2021 |
| « Vetheo »       | Vincent Berrié             | Mid                 | 14 janvier 2020   | 10 décembre 2020  |
| « TynX »         | Kristian Østergaard Hansen | Jungler             | 14 janvier 2020   | 19 novembre 2020  |
| « Bando »        | Brian Ferrando             | Top                 | 14 janvier 2020   | 16 novembre 2020  |
| « Hades »        | Volkan Dinçer              | AD Carry            | 3 mars 2020       | 18 mai 2020       |
| « Monk »         | Joosep Kivilaan            | AD Carry            | 14 janvier 2020   | 31 mars 2020      |
| « Comp »         | Markos Stamkopoulos        | AD Carry            | 9 février 2018    | 28 novembre 2019  |
| « Steeelback »   | Pierre Medjaldi            | Support             | 16 janvier 2019   | 27 novembre 2019  |
| « Djoko »        | Charly Guillard            | Jungle              | 11 juin 2019      | 26 novembre 2019  |
| « Sleeping »     | Christian Tiensuu          | Top                 | 23 octobre 2019   | 25 novembre 2019  |
| « Eika »         | Jérémy Valdenaire          | Mid                 | 8 janvier 2017    | 23 novembre 2019  |
| « HiRit »        | Shin Tae-min (신태민)      | Top                 | 26 mars 2019      | 25 octobre 2019   |
| « Bando »        | Brian Ferrando             | Top                 | 16 janvier 2019   | 8 juillet 2019    |
| « Crazy »        | Adam Fedoruk               | Jungle              | 12 août 2019      | 12 janvier 2019   |
| « Dan Dan »      | Danny Le Comte             | Top                 | 9 février 2018    | 26 décembre 2018  |
| « Moopz »        | Amaury Minguerche          | Support             | 14 novembre 2016  | 12 décembre 2018  |
| « Caedrel »      | Marc Robert Lamont         | Jungle              | 5 mai 2018        | 17 juillet 2018   |
| « Kirdos »       | Sofiane Arabtani           | Coach               | 14 novembre 2016  | 4 mai 2018        |
| « Skeanz »       | Duncan Marquet             | Jungle              | 12 septembre 2017 | 10 janvier 2018   |
| « Kektz »        | Bor Jeršan                 | Top                 | 23 janvier 2017   | 10 janvier 2018   |
| « Crownshot »    | Juš Marušič                | AD Carry            | 14 novembre 2016  | 10 janvier 2018   |
| « Airwaks »      | Karim Benghalia            | Jungle              | 3 mai 2017        | 12 septembre 2017 |
| « Rudy »         | Rudy Beltran               | Jungle              | 6 février 2017    | 2 avril 2017      |
| « Nerroh »       | Stefan Pereira             | Jungle              | 14 novembre 2016  | 8 février 2017    |
| « Satorius »     | Max Günther                | Top                 | 14 novembre 2016  | 2 janvier 2017    |
| « Nisqy »        | Yasin Dinçer               | Mid                 | 14 novembre 2016  | 29 novembre 2016  |
| « ShLaYa »       | Tony Carmona               | Top                 | 10 novembre 2015  | décembre 2015     |
| « ImSoFresh »    | Karim Bbahla               | Jungle              | 31 mars 2015      | décembre 2015     |
| « Ti0 »          | Théo Puissant              | Mid                 | 10 novembre 2015  | décembre 2015     |
| « Tiger »        | Alan Roger                 | AD Carry            | 10 novembre 2015  | décembre 2015     |
| « GotoOne »      | Adrien Picard              | Support             | 10 novembre 2015  | décembre 2015     |
| « Moopz »        | Amaury Minguerche          | Support             | 31 mars 2015      | 19 mai 2015       |
| « Polyokov »     | Louis Hamet                | Mid                 | 31 mars 2015      | 19 mai 2015       |
| « Haydal »       | Haïdar Mezidi              | AD Carry            | 31 mars 2015      | 19 mai 2015       |
| « Steve »        | Étienne Michels            | Top                 | 31 mars 2015      | 18 mai 2015       |
| « iMAGiNE »      | Hadrien Drossart           | Top                 | 18 septembre 2013 |                   |
| « Zdeadex »      | Adrien Faguet              | Jungle              | 18 septembre 2013 |                   |
| « Naked »        | Arthur Poncin              | Mid                 | 20 mars 2013      | septembre 2013    |
| « Calsot »       | Pere Merino                | AD Carry            |                   |                   |
| « wewillfailer » | Bram de Winter             | Support             |                   |                   |
| « Suitaro »      | Alexandre Hennebel         | Mid                 | 18 septembre 2013 |                   |
| « Brigels »      | Corentin Briglia           | AD Carry            | 18 septembre 2013 |                   |
| « Mystic »       | Vincent André              | Support             | 18 septembre 2013 |                   |
| « JothY »        | Florian Seguin-Henry       | Jungle puis Manager | 20 mars 2013      |                   |
| « Sedka »        | Pierre Lescarbotte         | Mid                 | 20 mars 2013      | septembre 2013    |
| « Naijik »       | Nelson Alves               | AD                  | 20 mars 2013      | septembre 2013    |
| « Wahabin »      | Quentin Bodovit            | Support             | 20 mars 2013      | septembre 2013    |
| « pHeoz »        | Julien Dubois              | Top                 |                   |                   |
| « OniiChan »     | Lucas Gruson               | Sub                 | 20 mars 2013      | septembre 2013    |
| « JothY »        | Florian Seguin-Henry       | Jungle              | 20 juin 2012      | juillet 2012      |
| « ArQuel »       | Krzysztof Sauć             | Top                 | 20 juin 2012      | juillet 2012      |
| « Bjergsen »     | Søren Bjerg                | Mid                 | 20 juin 2012      | juillet 2012      |
| « Nzq »          | Robert Burczyk             | AD Carry            | 20 juin 2012      | juillet 2012      |
| « Elendix »      | Mikołaj Wyspiański         | Support             | 20 juin 2012      | juillet 2012      |
| « JothY »        | Florian Seguin-Henry       | Jungle              | 17 avril 2012     |                   |
| « BenMagic »     | Benjamin De Schryver       | Mid                 | 17 avril 2012     |                   |
| « GoB »          | Julian Tréguer             | Top                 | 17 avril 2012     |                   |
| « BenMagic »     | Benjamin De Schryver       | Mid                 | 14 novembre 2011  |                   |
| « Mirak »        | Karim Aitallal             | AD Carry            | 17 avril 2012     |                   |
| « Dioud »        | Hugo Padioleau             | Support             | 17 avril 2012     |                   |
| « AKA973 »       | Kévin                      | Sub                 | 17 avril 2012     |                   |
| « JothY »        | Florian Seguin-Henry       | Jungle              | 14 novembre 2011  |                   |
| « Sin7 »         | Kévin Bois                 | Top                 | 14 novembre 2011  |                   |
| « kisof »        | Christophe A.              | AD Carry            | 14 novembre 2011  |                   |
| « Daxou »        | Jérémy Pello               | Support             | 14 novembre 2011  |                   |

| Alias        | Nom                    | Rôle     | Date d'arrivée   | Date de départ |
| ------------ | ---------------------- | -------- | ---------------- | -------------- |
| « Valinora » | Elfi Matrisch          | Top      | 9 septembre 2015 | décembre 2015  |
| « Mey »      | Milenka Escalera Yucra | Jungler  | 9 septembre 2015 | décembre 2015  |
| « Iphig »    | Galina Rempel          | Mid      | 9 septembre 2015 | décembre 2015  |
| « Aryenzz »  | Laura Muñoz            | AD Carry | 9 septembre 2015 | décembre 2015  |
| « Nessie »   | Inés Sánchez           | Support  | 9 septembre 2015 | décembre 2015  |

#### Tony Parker Adéquat Academy
Fondée en 2017 par Tony Parker, Nicolas Batum, Gaëtan Müller et le Groupe Adéquat, la Tony Parker Adéquat Academy (TPAA) est une école alliant esport ou basket et étude.
En mai 2019, la Team LDLC et TPAA décident de nouer un partenariat dans l’optique de créer un centre de formation pour l’équipe première de Team LDLC puis LDLC OL. L'équipe évolue Division2, le second niveau de la Ligue française de League of Legends.
Durant de la saison 2022, TPAA finit par deux fois 6e en saison régulière, ce qui leur permet de se qualifier pour les playoffs. Lors du segment de printemps, ils sont éliminés dès le premier tour par Team MCES, futur vainqueur de l'édition. Puis lors du segment d'été, ils parviennent à se hisser en finale mais ils sont battus par IziDream.
À la suite du changement de réglementation de la part de Riot Games, à partir de 2023, TPAA ne peut plus participer à la Div2. Il n'est plus autorisé pour une équipe académique de concourir dans une compétition où celle-ci pourrait se qualifier dans la même ligue que l'équipe principale. Ceci afin d'éviter de potentiels problèmes d'intégrité au niveau compétitif.
TPAA se présente en 2023 sur le MasterCard Nexus Tour, précédemment Open Tour, l'équivalent de la 3e division, avec une toute nouvelle équipe. Ils remportent les étapes 1 et 3 et terminent à la 2e place de l'étape 4. Au classement final, ils sont deuxième, derrière Elyandra Esports, ce qui leur permet de passer aux phases de groupe pour une potentielle montée en Div2.
Avec la fin de la structure LDLC OL, Team Zerance recrute l'effectif ainsi que la place pour la suite de la compétition.
| Alias            | Nom                       | Rôle            | Date d'arrivée   | Date de départ   |
| ---------------- | ------------------------- | --------------- | ---------------- | ---------------- |
| « Booshi »       |                           | AD Carry        | 26 juillet 2023  | 8 août 2023      |
| « Teva »         |                           | Remplaçant      | avril 2023       | 8 août 2023      |
| « IhY0 »         | Sylvain Barbier           | Top             | 17 février 2023  | 8 août 2023      |
| « Krimson »      | Théo Haussin              | Jungler         | 17 février 2023  | 8 août 2023      |
| « Ruben »        | Ruben de Sousa            | Mid             | 17 février 2023  | 8 août 2023      |
| « Wrongo »       | Matéo Magat               | Support         | 17 février 2023  | 8 août 2023      |
| « nrmn »         | Norman Richard            | AD Carry        | 26 juillet 2023  | 8 août 2023      |
| « Greedyz »      | Cyril Magakian            | Coach           | 11 janvier 2022  | 8 août 2023      |
| « Tenshenya »    | Guillaume Potin           | Analyste        | 20 janvier 2021  | 8 août 2023      |
|                  |                           |                 |                  |                  |
| « Twelve »       | Idriss Madouche           | Top             | 11 janvier 2022  | 20 novembre 2022 |
| « Whiteakitout » | Aslan Panglose            | Jungler         | 11 janvier 2022  | 20 novembre 2022 |
| « Nafkelah »     | Andrija Kovačević         | Mid             | 11 janvier 2022  | 20 novembre 2022 |
| « Avra »         | Ilhan Berkant             | AD Carry        | 11 janvier 2022  | 14 novembre 2022 |
| « Obstinatus »   | Guilherme Cruz            | Support         | 11 janvier 2022  | 13 novembre 2022 |
|                  |                           |                 |                  |                  |
| « Kiki »         | Kilian Audroin            | Coach           | 5 octobre 2019   | 4 janvier 2022   |
| « Aries »        | Grégoire Biganzoli        | Assistant Coach | 20 janvier 2021  | 24 décembre 2021 |
| « Gaëthan »      | Gaëthan Baron             | Top             | 20 janvier 2021  | 9 juin 2021      |
| « Sheo »         | Théo Borile               | Jungle          | 20 janvier 2021  | 9 juin 2021      |
| « Eyhro »        | Emmanuel N'Goma Diunga    | Mid             | 20 janvier 2021  | 9 juin 2021      |
| « Stend »        | Paul Lardin               | Support         | 20 janvier 2021  | 9 juin 2021      |
| « NoTiixX »      | Louis Vlamynck            | AD Carry        | 2 septembre 2019 | 9 juin 2021      |
|                  |                           |                 |                  |                  |
| « Yasuneri »     | Tanguy Martinand          | Mid             | 22 janvier 2020  | décembre 2020    |
| « TamoZ »        | Pierre-Antoine Gau-Verdon | Top             | 2 septembre 2019 | octobre 2020     |
| « Yaya »         | Yann Binjamin             | Jungle          | 2 septembre 2019 | septembre 2020   |
| « Solen »        | Solen Roques              | Support         | 2 septembre 2019 | août 2020        |
| « Vetheo »       | Vincent Berrié            | Mid             | 2 septembre 2019 | 14 janvier 2020  |

### Counter-Strike: Global Offensive
La Team LDLC dispose d'une équipe professionnelle sur Counter-Strike: Global Offensive depuis janvier 2013 après avoir été présente sur les versions précédentes du jeu. L'équipe a participé jusqu'alors à trois Major, remportant le titre lors de la DreamHack Winter 2014,, devenant ainsi la première et seule équipe française à remporter un Major. En janvier 2015, l'équipe remporte le tournoi d'exhibition lors des Winter X-Games à Aspen avant que son effectif ne soit racheté le 2 février par Team EnVyUs.
Pour la saison 2015 LDLC aligne deux équipes nommées Team LDLC Blue et Team LDLC White.
En avril 2016 l'équipe se reforme et se qualifie pour l'ESL Pro League.
En novembre 2017, la Team LDLC remporte une nouvelle fois l'ESWC 2017 de la Paris Games Week sur Counter-Strike: Global Offensive, après avoir remporté l'édition de 2015.
Au début du mois d'avril 2019, Team LDLC annonce se séparer de son précédent roster pour reconstituer une nouvelle équipe.
En 2020, LDLC OL remporte l'ESL Championnat National Winter 2020 et parvient également à se qualifier pour l'ESEA Premier Division.
L'année suivante, Maka et Keoz remplacent bodyy et afroo. Avec ces deux changements, l'équipe conserve son titre national, par deux fois, au Spring 2021 face à The Dice et face à DBL Poney durant la saison Fall 2021. LDLC OL remporte également le tournoi l'ESL National Championships Global Playoffs, compétition regroupant tous les vainqueurs nationaux d'Europe. La fin d'année se passe moins bien, l'équipe échoue pour une qualification en ESL Pro League puis elle est reléguée en ESEA Advanced.
L'équipe n'est pas reconduite pour 2022 et LDLC OL se lance dans un nouveau projet en recrutant l'équipe GenOne, fondée par Sébastien « KRL » Perez, une année auparavant, qui a réussi à se qualifier pour les ESEA Advanced. Lambert revient dans la structure comme coach de cette nouvelle formation avec Krav comme analyste. Lors de l'intersaison, François « AMANEK » Delaunay fait son retour dans la structure, après 3 ans chez G2 Esports. Arthur « Snobling » Benard rejoint également l'équipe plaçant « Neityu » et « unshaark » sur des postes de remplaçant. À l'issue de la saison 43 d'ESEA, ils retournent en division Challenger, précédemment appelé ESEA Premier Division.
| Alias               | Nom                                   | Date d'arrivée   | Date de départ   |
| ------------------- | ------------------------------------- | ---------------- | ---------------- |
| RegnaM              | Loïc Péron (Manager)                  | 26 janvier 2018  | 9 juillet 2023   |
| Krav                | Julien Hernandez (Analyste)           | 26 janvier 2018  | 27 juin 2023     |
| afro                | Aurélien Drapier                      | 24 janvier 2023  | 25 mai 2023      |
| Snobling            | Arthur Benard                         | 5 août 2022      | 16 mai 2023      |
| AMANEK              | François Delaunay                     | 22 juillet 2022  | 16 mai 2023      |
| Brooxsy             | Hugo Di Bono                          | 30 janvier 2022  | 16 mai 2023      |
| Graviti             | Filip Brankovic                       | 30 janvier 2022  | 31 mai 2023      |
| Lambert             | Lambert Prigent (Coach)               | 30 janvier 2022  | 16 mai 2023      |
| « unshaark »        | Eythan Solomon                        | 8 février 2022   | 11 mars 2023     |
| « Diviiii »         | Remi Alexandre                        | 30 janvier 2022  | 11 mars 2023     |
| « Neityu »          | Ryan Aubry                            | 30 janvier 2022  | 20 janvier 2023  |
| « ElectuS »         | Florian Delearde                      | 30 janvier 2022  | 1er janvier 2023 |
| « ozstrik3r »       | Steeve Flavigni (Coach)               | 26 janvier 2018  | 19 janvier 2022  |
| « Keoz »            | Nicolas Dgus                          | 11 janvier 2021  | 19 janvier 2022  |
| « Lambert »         | Lambert Prigent                       | 18 janvier 2020  | 19 janvier 2022  |
| « hAdji »           | Ali Haïnouss                          | 17 janvier 2020  | 19 janvier 2022  |
| « SIXER »           | Christophe Xia                        | 5 avril 2019     | 8 janvier 2022   |
| « Maka »            | Bryan Canda                           | 11 janvier 2021  | 31 décembre 2021 |
| « bodyy »           | Alexandre Pianaro                     | 1er juin 2020    | 5 janvier 2021   |
| « afroo »           | Aurélien Drapier                      | 1er juin 2020    | 30 décembre 2020 |
| « LOGAN »           | Logan Corti                           | 16 janvier 2020  | 1er juillet 2020 |
| « Gringo »          | Kilian Garcia                         | 16 janvier 2020  | 1er juillet 2020 |
| « tabz »            | Simon Feldt                           | 7 novembre 2019  | 8 janvier 2020   |
| « MAJ3R »           | Engin Küpeli                          | 4 avril 2019     | 5 janvier 2020   |
| « Happy »           | Vincent Schopenhauer                  | 8 avril 2019     | 1er août 2020    |
| « xms »             | Alexandre Forté                       | 7 avril 2019     | 1er août 2019    |
| « rodeN »           | Rodolphe Bianco                       | 8 avril 2019     | 1er août 2019    |
|                     |                                       |                  |                  |
| « devoduvek »       | David Dobrosavljevic                  | 16 mai 2018      | 2 avril 2019     |
| « LOGAN »           | Logan Corti                           | 7 février 2018   | 5 mars 2019      |
| « AmaNEk »          | François Delauney                     | 16 mai 2018      | 4 janvier 2019   |
| « ALEX »            | Alex McMeekin                         | 25 avril 2016    | 28 décembre 2018 |
| « DEVIL »           | Timothée Démolon                      | 22 juin 2017     | 16 mai 2018      |
| « Maniac »          | Mathieu Quiquerez                     | 3 février 2017   | 9 mai 2018       |
| « Ex6TenZ »         | Kévin Droolans                        | 25 avril 2016    | 6 avril 2018     |
| « MoMaN »           | Emmanuel Marquez (Coach puis Manager) | 2012             | 2017             |
| « mistou »          | Valentin Balbastro                    | 24 août 2016     | 1er août 2017    |
| « xms »             | Alexandre Forté                       | 24 août 2016     | 3 février 2017   |
| « to1nou »          | Antoine Pirard                        | 25 avril 2016    | 2 avril 2019     |
| « BouLy »           | Charbel Naoum                         | 25 avril 2016    | 24 août 2016     |
| « matHEND »         | Matthieu Roquigny                     | 25 avril 2016    | 24 août 2016     |
| Team LDLC.com White |                                       |                  |                  |
| « matHEND »         | Matthieu Roquigny                     | 2 mars 2015      | 13 avril 2016    |
| « to1nou »          | Antoine Pirard                        | 2 mars 2015      | 13 avril 2016    |
| « Fuks »            | Sebastien Loddé                       | 2 mars 2015      | 13 avril 2016    |
| « bodyy »           | Alexandre Pianaro                     | 2 mars 2015      | 9 avril 2016     |
| « DEVIL »           | Timothée Démolon                      | 2 mars 2015      | 8 mars 2016      |
| Team LDLC.com Blue  |                                       |                  |                  |
| « BouLy »           | Charbel Naoum                         | 27 février 2015  | 13 avril 2016    |
| « HEdm »            | David Thalien                         | 27 février 2015  | 13 avril 2016    |
| « XpG »             | Guillaume Veron                       | 27 février 2015  | 13 avril 2016    |
| « PetitSkel »       | Julien Marcantoni                     | 27 février 2015  | 13 avril 2016    |
| « YOUNS »           | Younes Ait-lalla                      | 12 novembre 2015 | 13 avril 2016    |
| « madc »            | Kevin Ducourtioux                     | 27 février 2015  | 6 novembre 2015  |
| Team LDLC           |                                       |                  |                  |
| « Happy »           | Vincent Cervoni                       | 5 septembre 2014 | 1er février 2015 |
| « shox »            | Richard Papillon                      | 5 septembre 2014 | 1er février 2015 |
| « kioShiMa »        | Fabien Fiey                           | 5 septembre 2014 | 1er février 2015 |
| « NBK »             | Nathan Schmitt                        | 5 septembre 2014 | 1er février 2015 |
| « SmithZz »         | Edouard Dubourdeaux                   | 5 septembre 2014 | 1er février 2015 |
|                     |                                       |                  |                  |
| « Happy »           | Vincent Cervoni                       | 2 février 2014   | 3 septembre 2014 |
| « Uzzziii »         | Kévin Vernel                          | 2 février 2014   | 3 septembre 2014 |
| « Maniac »          | Mathieu Quiquerez                     | 2 février 2014   | 3 septembre 2014 |
| « apEX »            | Dan Madesclaire                       | 2 février 2014   | 3 septembre 2014 |
| « KQLY »            | Hovik Tovmassian                      | 2 février 2014   | 3 septembre 2014 |
|                     |                                       |                  |                  |
| « Happy »           | Vincent Cervoni                       | 13 janvier 2013  | 20 août 2013     |
| « apEX »            | Dan Madesclaire                       | 13 janvier 2013  | 20 août 2013     |
| « Maniac »          | Mathieu Quiquerez                     | 13 janvier 2013  | 20 août 2013     |
| « Sf »              | Gordon Giry                           | 13 mars 2013     | 20 août 2013     |
| « kennyS »          | Kenny Schrub                          | 11 mai 2013      | 20 août 2013     |
|                     |                                       |                  |                  |
| « atLaNtis »        | Fabien Deguiraud                      | 13 janvier 2013  | 11 mai 2013      |
| « MaT »             | Mathieu Leber                         | 13 janvier 2013  | 13 mars 2013     |

| Alias              | Nom                   | Date d'arrivée    | Date de départ    |
| ------------------ | --------------------- | ----------------- | ----------------- |
| « Cla »            | Clara Rossi           | 23 février 2017   | avril 2017        |
| « Lalità »         | Perrine Allesiardo    | 28 juillet 2016   | avril 2017        |
| « aLx »            | Alexia Mengus         | 4 mars 2016       | avril 2017        |
| « Ceriizz »        | Laura Le Bars         | 4 mars 2016       | avril 2017        |
| « NSTY »           | Laura Déjou           | 4 mars 2016       | avril 2017        |
| « aME »            | Amélie Raoul          | 4 mars 2016       | 23 février 2017   |
| « Leeya »          | Sara Tekaya           | 4 mars 2016       | 16 juillet 2016   |
| « Missa »          | Meyssa Bellouati      | 15 mars 2016      | 12 juillet 2016   |
|                    |                       |                   |                   |
| « ipSa »           | Mayra Perez           | 19 septembre 2013 | 4 mars 2016       |
| « Llo »            | Laura Van Assche      | 13 juillet 2013   | 4 mars 2016       |
| « Mouse »          | Angel Malihiolzakerni | 19 octobre 2014   | 24 mars 2015      |
| « KiTTy-KaT »      | Terri Mulvey          | 13 juillet 2013   | 28 février 2015   |
| « JeNny»           | Jennifer Jaboureck    | 19 octobre 2014   | 27 novembre 2014  |
| « mimimimichaela » | Michaela Lintrup      | 17 octobre 2013   | 19 octobre 2014   |
| « vilga »          | Ksenia Klyuenkova     | 11 février 2014   | 19 octobre 2014   |
| « Meli »           | Melissa Galleter      | 13 juillet 2013   | 19 octobre 2014   |
| « aLx »            | Alexia Mengus         | 13 juillet 2013   | 19 septembre 2013 |
| « Ceriizz »        | Laura Le Bars         | 13 juillet 2013   | 19 septembre 2013 |
|                    |                       |                   |                   |
| « Yumiie »         | Camille Goëssens      | 25 janvier 2013   | 13 juillet 2013   |
| « sVelty »         | Leslie Bismuth        | 1er février 2013  | 13 juillet 2013   |
| « Deb0rAh »        | Deborah Dias          | 25 janvier 2013   | 13 juillet 2013   |
| « Ju »             | Julie Ricou           | 25 janvier 2013   | 13 juillet 2013   |
| « swordz »         | Olivia Dorchies       | 25 janvier 2013   | 15 avril 2013     |
| « Gwenn »          | Gwenaëlle Perron      | 17 décembre 2012  | 12 mars 2013      |

### FIFA
Le 16 décembre 2012, la Team-LDLC ouvre une section FIFA en recrutant l'équipe Virus Gaming, puis PyRoGEN composée de 4 joueurs, Bastien « HiSo » Leal, Rémi « Tei » Levraud, Simon « 1M5N2O » Weber et leur capitaine William « P0uPid0u » Gellato.
Le 2 novembre 2018, le club annonce la fermeture de sa section FIFA.
Dans le cadre du partenariat avec l'OL, la structure OL eSports présente sur le jeu FIFA est fusionnée dans LDLC OL qui se dote donc à nouveau d'une section sur ce jeu.
Les joueurs issus de OL eSports sont maintenus dans la nouvelle structure et LDLC OL représente logiquement l'Olympique lyonnais lors des championnats d'eLigue 1 à la place de l'OL eSports.
LDLC OL recrute Cédric « SirAlex » Gouth comme entraîneur, puis signe Abdelhamid « Mence » Fares, le frère de Rafsou, Lucas « Leks » Lekhal et Amar « Ama2zerr » Adboulfatah.
Lors de la saison 2020-2021, l'Olympique lyonnais sera éliminé en demi-finale de la eLigue 1 face à l'Olympique de Marseille de Rafsou.
La saison suivante, ils sont éliminés par le LOSC eSports en quart de finale. Ama2zerr est élu meilleur joueur de la saison régulière.
Pour FIFA 23, LDLC OL décide d'aligner Leks, qui n'avait pas participé aux précédentes éditions de la eLigue1 et Dylan « Dylo » Gozuacik. Le duo rate de peu la qualification pour les playoffs, en terminant 7e de la eLigue1 2023.
| Alias       | Nom                  | Date d'arrivée    | Date de départ   |
| ----------- | -------------------- | ----------------- | ---------------- |
| Dylo        | Dylan Gozuacik       | 5 octobre 2022    | 31 juillet 2023  |
| Leks        | Lucas Lekhal         | 13 octobre 2020   | 31 juillet 2023  |
| Sir Alex    | Cédric Gouth (Coach) | 14 février 2020   | 31 juillet 2023  |
| Mence       | Abdelhamid Fares     | 5 octobre 2020    | 31 août 2022     |
| CocoVBastos | Corentin Vicogne     | 5 janvier 2018    | 31 août 2022     |
| Ama2zerr    | Amar Abdoulfatah     | 8 juillet 2020    | 20 novembre 2022 |
| Aero        | Marvyn Robert        | 7 janvier 2020    | 15 octobre 2020  |
| Rafsou      | Fouad Fares          | 30 janvier 2017   | 1er juillet 2018 |
| Wiss        | Wissam Abou Ahmed    |                   | 2 novembre 2018  |
| Tei         | Rémi Levraud         | 16 décembre 2012  | 2 novembre 2018  |
| Alexher     | Alexandre Hernandez  | 28 septembre 2014 | 2 novembre 2018  |
| HiSo        | Bastien Leal         | 16 décembre 2012  |                  |
| 1M5N2O      | Simon Weber          | 16 décembre 2012  |                  |
| YaNn83      | Yann Faure           | 7 février 2014    |                  |
| P0uPid0u    | William Gellato      | 16 décembre 2012  | Devenu manager   |

### NBA 2K
Le 9 juillet 2020, LDLC OL se lance sur le jeu NBA 2K. Pour ce faire, il recrute 2 équipes, une équipe de 5v5 et une équipe de 1v1 .
Après une première année encourageante, avec des phases finales dans de nombreux tournois, mais sans titre pour la nouvelle section de LDLC OL. La saison 2022 commence par une victoire en Coupe de France 5v5, sur NBA 2K22, puis s'enchaîne 8 titres européens et se termine avec un titre de champion de France.
Pour la saison 2023, LDLC OL quitte la scène MyTeam pour se concentrer sur son équipe 5v5. Warnock est remplacé par JSM en provenance de GK Esports. Un peu plus tard dans la saison, c'est Marokino qui remplace GT3spo.
En 3 années sur le jeu, LDLC OL a gagné 17 titres, dont 4 championnats de France.
| Alias           | Nom                 | Poste                     | Date d'arrivée    | Date de départ  |
| --------------- | ------------------- | ------------------------- | ----------------- | --------------- |
| Marokino        | Ayoub Morghad       | Ailier fort / pivot       | 24 février 2023   | 27 juillet 2023 |
| JSM             | Jessim Houhou       | Arrière                   | 20 septembre 2022 | 27 juillet 2023 |
| xMambaOut       | Mehdi Ben Sethoum   | Pivot                     | 27 août 2021      | 27 juillet 2023 |
| Calymero        | Fabien Dez          | Manager                   | 9 juillet 2020    | 27 juillet 2023 |
| iBraxO          | Achraf Khalikine    | Arrière / ailier          | 9 juillet 2020    | 27 juillet 2023 |
| Pedrobinho      | Pierre Kardous      | Joueur MyTeam             | 9 juillet 2020    | 27 juillet 2023 |
| BreakerTheBeast | Kylann Bourdon      | Meneur de jeu             | 9 juillet 2020    | 27 juillet 2023 |
| MiiLsO          | Miloud Si Arab      | Ailier fort / pivot       | 9 juillet 2020    | 27 juillet 2023 |
| GT3spo          | Yannick Elter       | Ailier fort / pivot       | 9 juillet 2020    | janvier 2022    |
| Redbul_XI       | Jordan Boig         | Joueur MyTeam             | 3 septembre 2020  | 31 août 2022    |
| Warnocks        | Yacine Jemel        | Arrière                   | 27 août 2021      | 30 août 2022    |
| SlimShadyz      | Slimane Saada       | Manager                   | 9 juillet 2020    | 27 août 2021    |
| Chambix         | Alexandre Chambraud | Ailier / ailier fort      | 9 juillet 2020    | 30 juin 2021    |
| Fanfan          | François Lemaitre   | Joueur MyTeam             | 9 juillet 2020    | 30 juin 2021    |
| KDJ___3         | Ouadah Kamel        | Arrière / ailier          | 16 octobre 2020   | 30 juin 2021    |
| Notofive        | Clément Noto        | Meneur/arrière polyvalent | 9 juillet 2020    | 21 octobre 2020 |

### WRC
En 2018, Team LDLC se lance dans le Sim racing, en s'associant avec VirtualDrivers by TX3. Avec cette association, plusieurs pilotes deviennent professionnels pour l'équipe Team LDLC, dont Nexl, le double champion du monde eSportsWRC.
L'année 2021 se conclut par le retour au sommet de Lohan « Nexl » Blanc, qui remporte son 3e titre de champion du monde WRC eSports à Athènes. Une performance qu'il récidive l'année suivante en remportant un 4e titre mondial, devenant le pilote le plus titré sur le jeu.
| Alias          | Nom             | Catégorie         | Date d'arrivée | Date de départ   |
| -------------- | --------------- | ----------------- | -------------- | ---------------- |
| Nexl           | Lohan Blanc     | Pilote WRC        | 13 avril 2018  | 31 juillet 2023  |
| ImpulsiveRacer | Patrik Holzmann | Pilote F1 Esports | 10 avril 2018  | 10 juillet 2018  |
|                | Samuel Libeert  | Pilote F1 Esports | 10 avril 2018  | 31 décembre 2018 |

### Battlefield
| Alias         | Nom                   |
| ------------- | --------------------- |
| « IKAHO »     | Jeremy Badar          |
| « Flash0or »  | Alan Barillaro        |
| « Beniii »    | Benoit Autret         |
| « Malicium »  | Louis Sargenton       |
| « Hadrien »   | Hadrien Coudert       |
| « Hexis »     | Alexandre Berghs      |
| « Monstro99 » | Tomy Vilain           |
| « Centu-22 »  | Kevin Hardy (Manager) |

### Call of Duty
Le 12 janvier 2016, la Team LDLC se lance sur Call of Duty en rachetant l'équipe française Team Spartan. La structure joue sur le mode compétitif de Call of Duty: Black Ops III.
L'équipe est dissoute, presque un an après sa création, le 2 janvier 2017.
| Alias        | Nom              | Poste            | Date d'arrivée   | Date de départ  |
| ------------ | ---------------- | ---------------- | ---------------- | --------------- |
| « Niall »    | Niall Sunderland | AR Slayer        | 19 avril 2016    | 2 janvier 2017  |
| « ShAnE »    | Shane McKerral   | Main AR          | 19 avril 2016    | 2 janvier 2017  |
| « Zerg »     | Deleo Devitt     | SMG Slayer       | 29 juillet 2016  | 2 janvier 2017  |
| « RiRi »     | Ryan McCrystal   | Remplaçant       | 11 mai 2016      | 2 janvier 2017  |
| « Watson »   | Josh Watson      | Main AR          | 19 avril 2016    | 28 octobre 2016 |
| « Carbines » | Liam Ryan        | AR Slayer        | 1er juillet 2016 | 23 juillet 2016 |
| « Bran »     | Guy Branley      | Support SMG      | 19 avril 2016    | 22 mai 2016     |
|              |                  |                  |                  |                 |
| « Zayrox »   | Arthur Chabas    | SMG Slayer       | 12 janvier 2016  | 19 avril 2016   |
| « Getsom »   | Jonathan Sousa   | Support SMG      | 12 janvier 2016  | 17 avril 2016   |
| « TonyJs »   | Cédric Ruault    | Main AR          | 12 janvier 2016  | 17 avril 2016   |
| « Logan »    | Tristan Savelli  | Objective Player | 9 février 2016   | 15 avril 2016   |
| « ZylewR »   | Julien Louis     | Support          | 12 janvier 2016  | 9 février 2016  |

### Counter-Strike
Dès la génèse de l'équipe, Team LDLC se concentre sur Counter-Strike, en conservant une partie des effectifs de D4 Gaming, sur les jeux Counter-Strike: Source et Counter-Strike 1.6
| Alias         | Nom                | Date d'arrivée | Date de départ   |
| ------------- | ------------------ | -------------- | ---------------- |
| « Shokkk »    | Ludovic Martin     | 8 juin 2011    | 29 octobre 2011  |
| « apEX »      | Dan Madesclaire    | 8 juin 2011    | 29 octobre 2011  |
| « Uzzziii »   | Kévin Vernel       | 8 juin 2011    | 29 octobre 2011  |
| « ScreaM »    | Adil Benrlitom     | 8 juin 2011    | 29 octobre 2011  |
| « kevZ »      | Kevin Dalibert     | 8 juin 2011    | 29 octobre 2011  |
| « HysokA »    | Thibaud Laganne    | 27 août 2010   | 29 octobre 2011  |
| « mK »        | Michael Zaidi      |                | 7 juin 2011      |
| « KrL »       | Sébastien Pérez    | 28 août 2010   | 7 juin 2011      |
| « Bistoufly » | Alexandre Lebozec  | 27 août 2010   | 7 juin 2011      |
| « Tac »       | Thibaud Laganne    | 27 août 2010   | 7 juin 2011      |
| « SmithZz »   | Edouard Dubourdeau | 27 août 2010   | 22 décembre 2010 |
| « shox »      | Richard Papillon   | 27 août 2010   | 18 novembre 2010 |

| Alias      | Nom                    | Date d'arrivée  | Date de départ  |
| ---------- | ---------------------- | --------------- | --------------- |
| « Nasty »  | Laura Déjou            | 12 mars 2011    | octobre 2011    |
| « LiLoO »  | Anne-Louise Le Roussel | 2 décembre 2010 | octobre 2011    |
| « Celine » | Céline Gautier         | 25 août 2010    | octobre 2011    |
| « aLx- »   | Alexia Mengus          | 25 août 2010    | octobre 2011    |
| « Chloe »  | Chloé Riemer           | 25 août 2010    | octobre 2011    |
| « Xiao »   | Irène Tan              | 25 août 2010    | 12 mars 2011    |
| « AURe »   | Aurélie Labe           | 25 août 2010    | 2 décembre 2010 |

| Alias         | Nom                      | Date d'arrivée  | Date de départ   |
| ------------- | ------------------------ | --------------- | ---------------- |
| « Nota »      | Kyle Saadi               | 8 avril 2011    | 31 octobre 2011  |
| « P0My »      | Yannick Analoro          | 8 avril 2011    | 31 octobre 2011  |
| « YanK »      | Vincent Fournier         | 5 janvier 2011  | 31 octobre 2011  |
| « Ozstrik3r » | Steeve Flavigni          | 21 août 2010    | 31 octobre 2011  |
| « mshz »      | Michel Nguyen            | 21 août 2010    | 31 octobre 2011  |
| « falco »     | François-Xavier Collinet | 21 février 2011 | 8 avril 2011     |
| « dafunk »    | Aurélien Guinard         | 21 février 2011 | 8 avril 2011     |
| « SofianH »   | Sofiane Hebrard          | 5 janvier 2011  | 21 février 2011  |
| « skelp »     | Mathieu Onillon          | 21 août 2010    | 21 février 2011  |
| « kUtA »      | Kevin Dang               | 21 août 2010    | 17 décembre 2010 |
| « Maverick »  | Kevin Kourane            | 21 août 2010    | 17 décembre 2010 |

### FIFA Online
En mars 2017, OL eSports, se lance sur le marché chinois. Quelques mois plus tard, l'Olympique lyonnais signe un partenariat avec Edward Gaming pour la gestion de son équipe OL eSports China qui devient OL EDG eSports Team. Ce partenariat mène OL EDG à la victoire en championnat de Chine sur FIFA Online 3, lors de la FSL Pro League S5 et en remportant le Ballon d'or de la meilleure équipe eSports en 2017.
Les années suivantes, et le passage sur FIFA Online 4, l'équipe reste compétitives mais sans victoire. Elle est conservée lors de la fusion avec Team LDLC.
En avril 2021, la structure signe un partenariat exclusif avec BOB Sports pour son équipe de Fifa Online. Ce renouveau de la structure démarre avec une troisième place lors de la saison 10 de la Star League, qui permet à OL eSports de se qualifier pour l'EA Champions Cup Autumn 2021. Terminant une nouvelle fois à la troisième place, l'équipe est invitée à la FIFAe Continental Cup 2021.
Le 3 mars 2022, l'OL eSports China signe un partenariat avec la structure chinoise LGE (LinGanE-sport) pour le début de la FSL Pro League S11 devenant le LGE Esports Club Lyon. À la fin de la saison, les 4 joueurs restants signent l'année suivant chez BTW et Manchester City Football Club.
| Alias       | Nom                    | Date d'arrivée  | Date de départ   |
| ----------- | ---------------------- | --------------- | ---------------- |
| JOY61       | Yu Yue (于悦)          | avril 2021      | 18 novembre 2022 |
| zbnr        | A Ru Ya (阿儒雅)       | avril 2021      | 26 août 2022     |
| Nick        | Huang JunWen (黄君文)  | 9 avril 2020    | 26 août 2022     |
| Dill (DD)   | Song Di (宋迪)         | 3 novembre 2017 | 26 août 2022     |
| TangSeng    | Xu QingMu (胥清木)     | 3 novembre 2017 | 2021             |
| Feng        | Feng Rui (丰瑞)        | 3 novembre 2017 | 2021             |
| Marspy      | Fan Cheuk Wah (范倬华) | avril 2020      | 2020             |
| xueding     | Li Zhang (李自航)      | 6 mars 2017     | avril 2020       |
| Sun (Chesz) | Jiangfeng Sun (孙健峰) | 6 mars 2017     |                  |

### Fortnite
Le 18 juin 2018, la Team LDLC se lance sur le jeu Fortnite Battle Royale en recrutant les anciens joueurs de la structure KLIM eSports et le coach Vincent « Foutu » Gonfroy.
Le 8 octobre 2018, LDLC présente une nouvelle équipe Fortnite, à la suite de la séparation de la précédente, en recrutant notamment l'ancienne équipe TrainHard, gagnante de l'ESWC Metz.
| Alias          | Nom                     | Date d'arrivée  | Date de départ    |
| -------------- | ----------------------- | --------------- | ----------------- |
| « Keolys »     | Zakaria Hassairy        | 24 janvier 2020 | 2 janvier 2021    |
| « Spk »        | Nicolas Ducerf          | 8 octobre 2018  | 2021              |
| « Foutu »      | Vincent Gonfroy (Coach) | 18 juin 2018    | 31 octobre 2019   |
| « Looomis »    | Clément Renet           | 4 mars 2019     | 24 septembre 2019 |
| « Nayte »      | Nathan Berquignol       | 11 février 2019 | 4 mai 2019        |
| « Seth »       | Stevann Tinlot          | 11 février 2019 | 31 mars 2019      |
| « Madzen »     | Jeremy Fournier         | 11 février 2019 | 31 mars 2019      |
| « Sops »       | Thomas Bichon           | 8 octobre 2018  | 20 janvier 2019   |
| « Keolys »     | Zakaria Hassairy        | 8 octobre 2018  | 15 janvier 2019   |
| « Maxalibur »  | Maxime Ollivier         | 8 octobre 2018  | 15 janvier 2019   |
| « MayleeTeul » | Benjamin Paté           | 18 juin 2018    | 8 octobre 2018    |
| « Djoe »       | Quentin Ravidat         | 18 juin 2018    | 8 octobre 2018    |
| « Ovni »       | Romain Lherminier       | 18 juin 2018    | 8 octobre 2018    |
| « Nikof »      | Nicolas Frejavise       | 18 juin 2018    | 8 octobre 2018    |

### H1Z1
L'aventure LDLC sur H1Z1 sera de courte durée. Après une annonce le 24 février 2017 du recrutement de 4 joueurs Français de la scène H1Z1 pour une équipe construite autour d'Emmanuel "MoMaN" Marquez, manager Counter-Strike pour la structure à cette époque. L'objectif est le tournoi H1Z1 Fight For The Crown prenant place le 20 avril 2017.
Cependant 3 jours après l'annonce, Damin "Damziz" Nazaraly, Guillaume "Smokeyz" Pichard, Nicolas "Haraw" Gangneux et William "Liaahm" Kolgar choisirons de s'engager finalement avec Vitality pour se regrouper autour de Corentin "Gotaga" Houssein. Ils justifieront leur choix par des chances accrues de se qualifier au tournoi H1Z1 Fight For The Crown avec leur nouvelle équipe.
| Alias       | Nom               | Date d'arrivée  | Date de départ  |
| ----------- | ----------------- | --------------- | --------------- |
| « MoMaN »   | Emmanuel Marquez  | 24 février 2017 | 2018            |
| « iShoSho » | Edouard Rossier   | 2017            | 2018            |
| « Damziz »  | Damien Nazaraly   | 24 février 2017 | 27 février 2017 |
| « Smokeyz » | Guillaume Pichard | 24 février 2017 | 27 février 2017 |
| « Haraw »   | Nicolas Gangneux  | 24 février 2017 | 27 février 2017 |
| « Liaahm »  | William Kolgar    | 24 février 2017 | 27 février 2017 |

### Heroes of the Storm
Alors que le jeu Heroes of the Storm est encore en version beta, la Team LDLC annonce le recrutement des espagnols de « We Are Not Prepared », le 20 février 2015. Enchainant 2 victoires consécutives aux Heroes Major League - Europe Season 1 et à la GamersAssembly 2015, courant Avril, l'équipe est dissoute le 1er juin 2015.
| Alias          | Nom                         | Rôle    | Date d'arrivée  | Date de départ |
| -------------- | --------------------------- | ------- | --------------- | -------------- |
| « Polator »    | Paul Raad                   | Support | 20 février 2015 | 1er juin 2015  |
| « AlaStOr »    | Enrique Macias Moreno       | Carry   | 4 avril 2015    | 1er juin 2015  |
| « LoLvsxD »    | Ruben Pons Serrano          | Bruiser | 11 avril 2015   | 1er juin 2015  |
| « Hiruke »     | Lucas Cortazar Entrialgo    | Support | 11 avril 2015   | 1er juin 2015  |
| « Vippelino »  | Alexandre Curto             | Warrior | 11 avril 2015   | 1er juin 2015  |
|                |                             |         |                 |                |
| « Killercino » | Cristian Gómez Velasco      | Carry   | 20 février 2015 | 4 avril 2015   |
| « tDarka »     | Andreu Silva                | Tank    | 20 février 2015 | 4 avril 2015   |
| « NaRa »       | Haneul Lee                  | Carry   | 15 mars 2015    | 4 avril 2015   |
| « IamMorden »  | Sebastian Esteban Fernandez | Flex    | 15 mars 2015    | 29 mars 2015   |
| « Blackscorp » | Cristofer Embareck          | Bruiser | 20 février 2015 | 6 mars 2015    |
| « Falcon »     | Victor Sánchez Löpez        | Carry   | 20 février 2015 | 6 mars 2015    |

### Naraka: Bladepoint
En décembre 2021, LDLC OL se lance sur Naraka: Bladepoint, un battle royale en recrutant l'équipe franco-italienne de Binding, afin de participer aux championnats du monde.
| Alias       | Nat. | Personnage | Date d'arrivée   |
| ----------- | ---- | ---------- | ---------------- |
| « Sachiko » |      | Kurumi     | 28 décembre 2021 |
| « Squikki » |      | Yueshan    | 28 décembre 2021 |
| « Ray »     |      | Tianhai    | 28 décembre 2021 |

### Overwatch
Le 5 septembre 2016, la Team LDLC se lance sur le jeu Overwatch en recrutant d'anciens joueurs de la structure Le Mixx et de Broken Edge.
Malgré une victoire à la Gamers Assembly 2017, l'équipe sera pas renouvelée à la fin des contrats de ses joueurs et fermera ses portes le 5 juillet 2017.
| Alias           | Nom                     | Rôle     | Date d'arrivée   | Date de départ   |
| --------------- | ----------------------- | -------- | ---------------- | ---------------- |
| « NokSs »       | Nicolas Landriscina     | Flex/DPS | 2 février 2017   | 5 juillet 2017   |
| « KabaL »       | Guillaume Ettori        | Support  | 5 septembre 2016 | 5 juillet 2017   |
| « Hqrdest »     | Jeremy Danton           | DPS      | 20 mars 2017     | 5 juillet 2017   |
| « Chubz »       | Simon Vullo             | Tank     | 20 mars 2017     | 5 juillet 2017   |
| « Baud »        | Julien Robert           | Support  | 20 mars 2017     | 5 juillet 2017   |
| « PiPou »       | Captain Richard Buscemi | Support  | 20 mars 2017     | 5 juillet 2017   |
| « WoRsS »       | Hugo Tisserant          | DPS      | 25 avril 2017    | 5 juillet 2017   |
| « Anak »        | Kiryl Nikalayenka       | Support  | 2 février 2017   | 12 mars 2017     |
| « kensi »       | Artem Budiak            | DPS      | 2 février 2017   | 10 mars 2017     |
| « Mezamorphis » | Mihail Păunescu         | Tank     | 5 septembre 2016 | 9 mars 2017      |
| « Mete »        | Metehan Aksüt           | Flex     | 5 septembre 2016 | 9 mars 2017      |
| « Clown »       | Jānis Zagrebins         | Support  | 4 octobre 2016   | 12 décembre 2016 |
| « Klanton »     | Rikard Lundberg         | DPS      | 5 septembre 2016 | 12 décembre 2016 |
| « Ube »         | Toni Häkli              | DPS      | 5 septembre 2016 | 8 décembre 2016  |
| « kr4tosdigga » | Tarek Ekmekci           | Support  | 5 septembre 2016 | septembre 2016   |

### PUBG
En mars 2018, la Team LDLC se lance sur PlayerUnknown's Battlegrounds (PUBG) en reprenant les joueurs de l'équipe Relax « Lexaa » (capitaine), « Sidon », « KhaLeN » et « LouLouCook » (remplaçant et coach analyste), rejoints par « MoMaN ».
| Alias        | Nom                | Date d'arrivée |
| ------------ | ------------------ | -------------- |
| « MoMaN »    | Emmanuel Marquez   | 12 mars 2018   |
| « LexaaOff » | Axel Bersan        | 12 mars 2018   |
| « Sidon »    | Jérémie Brunner    | 12 mars 2018   |
| « KhaLeN »   | Arnaud Firrincieli | 12 mars 2018   |

### Shootmania
| Alias       | Nom              | Date d'arrivée | Date de départ |
| ----------- | ---------------- | -------------- | -------------- |
| « MoMaN »   | Emmanuel Marquez |                |                |
| « HaRts »   | Mickael Zanatta  |                |                |
| « drizzer » | Benjamin Charnet |                |                |
|             |                  |                |                |
| « raidouk » | Thomas Schiano   |                |                |
| « HyP »     | Damien Souville  |                |                |
| « Frasken » | François Lemoine |                |                |
| « whoott »  | Julien Hudelot   | janvier 2014   | 2 mai 2014     |

| Alias            | Nom                   | Date d'arrivée    | Date de départ |
| ---------------- | --------------------- | ----------------- | -------------- |
| « LoO »          | Laura Merigot         |                   | 2 mai 2014     |
| « RoXy »         | Justine Dautriche     | 18 septembre 2012 | 2 mai 2014     |
| « grisny »       |                       |                   |                |
| « babou »        | Elisabeth Feuillebois | 18 septembre 2012 | 13 avril 2014  |
| « Mrs Astralex » |                       | 18 septembre 2012 |                |

### StarCraft 2
Créé dès 2010, Team LDLC a été longuement présent sur la scène française et internationale de StarCraft 2: Wings of Liberty. À l'instar de section féminine sur Counter-Strike, LDLC a régulièrement attiré des joueuses parmi son effectif, comme ce fut le cas pour le recrutement d'une partie de communauté de MadmoiZerg.
| Alias           | Nom                    | Race      |
| --------------- | ---------------------- | --------- |
| « Akane »       | Virginie LE            | Zerg      |
| « hG »          | Mateusz Pietrzak       | Terran    |
| « MoMaN »       | Emmanuel Marquez       | Zerg      |
| « Miyako »      | Laure Gaillot          | Terran    |
| « Midastouch »  | Melissa De Vincenzo    | Protoss   |
| « DuriaN »      | Stefan Hölzle          | Zerg      |
| « Faust »       | David Micciche         | Terran    |
| « FlowerBunny » | Daniel Lövgren         | Terran    |
| « KensShow »    | Damien Dalbert         | Terran    |
| « Khyira »      | Jens Justesen          | Terran    |
| « Kyselin »     | Guillaume Reboulleau   | Terran    |
| « LeMur »       | Leonard Pöhlmann       | Protoss   |
| « Lyyna »       | Thomas Dumont          | Terran    |
| « MollyMalone » | Christin Kirst         | Zerg      |
| « Musti »       | Mustafa Narin          | Terran    |
| « MlleA »       | Alice Desplanches      | Terran    |
| « pAta »        | Tim Befort             | Aléatoire |
| « Titiledino »  | Pierre-Etienne Gicquel | Terran    |
| « VanillaJack » |                        | Terran    |
| « KenZy »       | Bruno Wafo-Tapa        | Zerg      |
| « Wolf »        | Christophe Laporte     | Protoss   |
| « AureS »       | Aurélien Sannier       | Terran    |
| « JamesBourne » | Paweł Żuławnik         | Protoss   |
| « JacK »        | Radoslav Milenov       | Zerg      |
| « funkay »      | Wojtek Komincz         | Terran    |
| « Origine »     | Thomas Aufresne        | Terran    |
| « BeNSeN »      | Benjamin Duclaux       | Zerg      |
| « AlaStOr»      | Enrique Macias         | Zerg      |
| « Peanuts »     | Carolie                | Terran    |
| « NailsEater »  | Cindy                  | Zerg      |
| « Kenda »       | Flora                  | Zerg      |
| « Lady »        | Pauline                |           |
| « Nazca »       | Chloé Papineau         | Protoss   |
| « Babou »       | Elisabeth Feuillebois  | Protoss   |
| « RoXy »        | Justine Dautriche      | Protoss   |
| « ManiacFish »  |                        | Protoss   |
| « Ashalka »     | Valérie Dorval         | Zerg      |
| « Reinca »      | Théo Herbin            | Terran    |
| « LaKa »        | Chloé                  | Protoss   |

### Street Fighter
| Alias       | Nom         | Combattant    |
| ----------- | ----------- | ------------- |
| « StarNab » | Nabil Alimi | Fei Long, Ryu |

### Team Fortress 2
| Alias           | Nom            |
| --------------- | -------------- |
| « c@m! »        | Benoit Dessein |
| « CroquePubis » | Charlie R.     |
| « RedXIII »     | Gaël L.        |
| « Donut »       | Louis V.       |
| « iKon »        | David C.       |
| « Dantay »      | Didier F.      |
| « Captsu »      | Nicolas M.     |
| « Torvick »     | Victor S.      |

### TrackMania
| Alias     | Nom               |
| --------- | ----------------- |
| « Carl »  | Dorian Vallet     |
| « Rapt »  | Franck Unau       |
| « Sulli » | Sullivan Berger   |
| « tRkr »  | Pierre Luc Baudry |

## Palmarès

### Counter-Strike: Global Offensive
- CS:GO Major Championships
  -  DreamHack Winter 2014[59] (shox, kioShima, NBK-, SmithZz, Happy)
  - 3e-4e ESL One: Cologne 2014[60] (apEX, Maniac, Uzzziii, Happy, KQLY)
  - 5e-8e ESL Major Series One Katowice 2014[61] (Maniac, apEX, Uzzziii, Happy, KQLY)
- MLG X Games Aspen Invitational 2015[62] (shox, kioShima, NBK-, SmithZz, Happy)
- DreamHack Valencia 2014[63] (shox, kioShima, NBK-, SmithZz, Happy)
- StarLadder StarSeries XI[64] (shox, kioShima, NBK-, SmithZz, Happy)
- ESL CN Global Playoffs
  -  Printemps 2021[65] (Keoz, hAdji, Maka, SIXER, Lambert)
- ESL Championnat National (6)
  -  Summer 2016 (Ex6TenZ, to1nou, BouLy, matHEND, ALEX)
  -  Winter 2018 (to1nou, ALEX, logaN, AmaNEk, devoduvek)
  -  Summer 2019 (MAJ3R, SIXER, xms, rodeN, Happy)
  -  Winter 2020 (SIXER, hAdji, Lambert, afro, bodyy)
  -  Spring 2021 (SIXER, hAdji, Lambert, Maka, Keoz)
  -  Autumn 2021 (SIXER, hAdji, Lambert, Maka, Keoz)
  -  Summer 2018 et Winter 2019
- ESL Pro European Championship 2018[66] (AMANEK, to1nou, LOGAN, devoduvek, ALEX)
- ESWC Paris Games Week (2)
  -  2015, 2017
  -  2014, 2016
  -  2016 (Équipe féminine)

### League of Legends
- European Masters
  -  Printemps 2020 (Bando, TynX, Vetheo, Hades, YellOwStaR)
  -  Printemps 2022
  - 3e-4e Été 2020
- La Ligue Française Championship Finals (1)
  -  2019 (Sleeping, Djoko, Eika, Comp, Steeelback)
  -  2020
- La Ligue Française - Saison Régulière (5)
  -  Printemps 2019[67] (HiRit, Djoko, Eika, Comp, Steeelback)
  -  Été 2019[67] (HiRit, Djoko, Eika, Comp, Steeelback)
  -  Printemps 2022[68] (Ragner, Yike, Eika, Exakick, Doss)
  -  Été 2022[68] (Ragner, Yike, Eika, Exakick, Doss)
  -  Printemps 2023[69] (Kryze, White, Backlund, Jeskla, Zoelys)
  -  Printemps 2020
- DreamHack Tours 2017[70](Kektz, Airwaks, Eika, Crownie, Moopz)
- ESL Clash of Nations 2017[71] (Kektz, Skeanz, Eika, Crownie, Moopz)
- Lyon E-Sport (3)
  -  2018 (Dan Dan, Skeanz, Eika, Comp, Moopz)
  -  2019 (Bando, Djoko, Eika, Comp, Steeelback)
  -  2020 (Bando, TynX, Vetheo, Hades, YellOwStaR)
- Underdogs 2019
- Valenciennes Game Arena 2018
- Solary Cup 2018
- ESWC (2)
  -  Summer 2017
  -  Winter 2017
- Maximus Cup
  -  2017
  -  2018
- Coupe de France 2022
- Gamers Assembly 2018

Équipe académique :
- LFL Div2
  -  Été 2022
  -  Été 2021
- Mastercard Nexus Tour 2023
  -  Etape 1, Etape 3
  -  Etape 4
  -  Étape 7

### NBA 2K
- European Invitational NBA 2K League 2021 (BreakerTheBeast, Pedrobinho, Warnocks, Mamba, MiLsO)
- ADBA European E-League (3)
  -  Saison 4
  -  Saison 5
  -  Saison 2023
- Championnat de France (4)
  -  Été 2022 (BreakerTheBeast, Pedrobinho, Warnocks, Mamba, MiLsO, BraxO, GT3spo)
  -  Automne 2022 (BreakerTheBeast, Pedrobinho, BraxO, Mamba, MiLsO, JSM, GT3spo)
  -  Hiver 2023 (BreakerTheBeast, Pedrobinho, BraxO, Marokino, Mamba, MiLsO, JSM)
  -  Printemps 2023 (BreakerTheBeast, Pedrobinho, BraxO, Marokino, Mamba, MiLsO)
- Coupe de France 2021 (BreakerTheBeast, Pedrobinho, BraxO, Mamba, GT3spo)
- MNA Gaming 2k22 2021 (BreakerTheBeast, Pedrobinho, Warnocks, Mamba, MiLsO)
- EPAA (2)
  -  Saison 2
  -  Saison 5 (BreakerTheBeast, BraxO, Marokino, Mamba, MiLsO)
- IES Division 1 (2)
  -  Décembre 2021 (BreakerTheBeast, Pedrobinho, Warnocks, Mamba, MiLsO)
  -  Avril 2022 (BreakerTheBeast, Pedrobinho, Warnocks, Mamba, MiLsO)
- IES Tournoi Secondaire
  -  Mars 2022 (BreakerTheBeast, Pedrobinho, Warnocks, Mamba, MiLsO)
- IES Eurostars
  -  EuroStars League Saison 1
  -  Country Tours : Tour de France Saison 1 [72]
- QLASH Euro Series
  -  Janvier 2022
- European Pro-Am League
  -  Saison 3
- Esports Europe League (UAEB)
  -  2022
- LS2K European League
  -  2023[73]

- 321TakeOver My Team
  -  2K22 (Redbul_IX)

### WRC
- WRC World Championship (4)
  -  2017 (Nexl)
  -  2019 (Nexl)
  -  2021 (Nexl)
  -  2022 (Nexl)
  -  2020 (Nexl)

### FIFA
- e-Ligue 1
  -  2018 (rafsou)
  -  2021 (CocoVBastos, Mence, Ama2zerr)
  - 3e-4e 2018 (CocoVBastos)
- FIFA 23 Global Series - Playoff[74] (Leks)
- FIFA Interactive Club World Cup 2017[75] (rafsou)

### FIFA Online
- NEST 2020[76] (Marspy, Nick, TangSeng)
- EACC
  - 3e-4e Spring 2018 (DD, Sun, xueding)
  - 3e-4e Autumn 2021[77] (DD, nick, JOY61, zbnr)
- Star League
  - 3e-4e Saison 6 (dill, feng, Sun, xueding)
  -  Saison 10 (DD, nick, JOY61, zbnr)

### Fortnite
Rocket-O-Llama Cup (Nayte & Spk)

### Heroes of the Storm
Gamers Assembly 2015 (NaRa, AlaStOr, Killercino, Polator, tDarka)
 Heroes Major League - Europe Season 1 (Blackscorp, FalcoN, Killercino, Polator, tDarka)

### Overwatch
Gamers Assembly 2017 (Baud, Hqrdest, PiPou, ChubZ, KabaL, WoRsS)